# 大雄的宇宙漂流記
《多啦A夢：大雄的宇宙漂流記》是刊載於《龙漫CORO-CORO》月刊1998年10月號到1999年3月號的《多啦A夢大長篇》系列作品。這部是紀念多啦A夢進入電影電視第20周年的大作品，同時是多啦A夢大長篇系列第19本的作品；此電影在香港上映時也正值是《多啦A夢》動畫於香港播映的20周年。
原作者藤子·F·不二雄，電影監製為芝山努，腳本：岸間信明，東寶出品。票房收入20億日圓，動員觀客395萬人。同時上映的附篇電影有《多啦A夢族 奇異的甜品娜娜王國》及《哆啦A夢》感動短篇《大雄的結婚前夜》。

## 劇情
大雄、多啦A夢和朋友們在玩未來世界的遊戲，他們進入遊戲盒中，駕駛太空船競速和戰鬥，大雄、多啦A夢和靜香先行出局，在他們等胖虎和小夫時，多啦A夢拿出道具讓房間變成無重力狀態，大雄放了個屁，導致他在房間裡亂撞，最終把房間弄得一蹋糊塗。生氣的媽媽把遊戲盒和舊漫畫當成垃圾棄置，多啦A夢注意到此事，但大雄、多啦A夢和靜香在垃圾場沒發現遊戲盒，多啦A夢使用道具得知有團奇怪的光把遊戲搬到學校後山，光消失在學校後山的UFO中，大雄擔心他們被UFO綁架，最終大雄在附近發現一顆發光岩石，多啦A夢以此作為線索，和大雄、靜香乘宇宙救生艇試圖救出胖虎和小夫。
救生艇進入蟲洞後趕上了神秘的太空船，但救生艇受損，他們只好棄艇並跳到太空船上，並成功和胖虎、小夫會合，也找回遊戲盒。突然，一名少年、一個巨大外星人、一個機器人和一名小仙子現身，以擅闖太空船為由將多啦A夢一行人關起來，他們自稱是宇宙少年騎士團，並且是這艘太空船的主人。太空船出現狀況，只能迫降在某星球上，多啦A夢用法寶帶大家離開房間，登陸這顆充滿岩石的星球。一行人隨即遭遇巨大金屬蜘蛛攻擊，在他們用竹蜻蜓脫困後，金屬蜘蛛轉而攻擊太空船，多啦A夢使用法寶驅趕金屬蜘蛛並清除太空船外殼上的蜘蛛絲，因此被正式邀請進入太空船。
少年表示自己叫里安，仙子名為菲利雅，機器人叫洛古，大外星人名叫咕噜咕噜。他們表示自己失去了母星，正在宇宙中漂流並尋找適合移居的星球，並答應帶大雄等人回地球。由於船隻引擎開始耗損，他們必須中途暫時降落在某顆星球上，當他們試圖降落在一顆充滿霧氣的星球上時，因碰及物體發生意外導致所有人都暈過去。大雄他們最先起身，並意識到自己已經回到地球，但在大雄踏上回家路時，發生各種意想不到的事：包括大雄考試考了100分、大雄的媽媽煮了滿桌佳餚、大雄的爸爸想和大雄一起玩。此時大雄被口袋裡的發光岩石刺了一下，他才發現所有事情都是幻覺，連忙打醒多啦A夢，而多啦A夢亦很快使用了法寶叫醒另外三人，眾人回到了太空船上，並急忙逃離這顆充滿霧氣的星球。
之後太空船穿過一片散落船隻殘骸的區域，在船隻能量被生命體礦石吸盡後，他們被四艘神秘太空船包圍，綁架到某星球內的要塞。他們在那裏遇見里安的父親利拔司令，以及穿斗篷的神秘人安古林。利拔表示自己一直透過菲利雅這個間諜獲取情報，並得知地球是可以居住的星球，企圖率領獨立軍前去佔領地球。除了菲利雅，所有人都被押入大牢。多啦A夢用法寶帶大家逃獄，大家也順利登上里安的太空船，菲利雅在最後關頭登上飛船，大家原諒了她的行為，並決定讓她成為同伴。
里安的飛船因能源問題被獨立軍的追捕船捕獲，所幸銀河漂流船隊母船救了他們。評議會和他們討論如何應對獨立軍的威脅，並決定詢問神明如何處理。他們的神明猶古度之樹是一顆巨大發光樹，大雄發現他身上的發光岩石是樹的果實。里安在樹上見到自己已逝母親的影像，並得知必須擊敗安古林，解救被控制的父親。獨立軍對母船發動攻擊，大雄等人則利用遊戲中的太空船應戰，雙方展開激戰，而多啦A夢則用法寶讓對方的控制塔失效，癱瘓了對方所有太空船。安古林出動了自己的船艦，而多啦A夢、大雄和里安也潛入那艘船艦，並和安古林對峙，多虧神樹之果，里安才免於被安古林控制，而利拔司令也擺脫安古林的控制。安古林被擊潰後被揭露出自己的真面目是一個機械人，他試圖控制銀河漂流船隊母船衝撞某星球，所幸在大雄的提議下，多啦A夢結合三樣法寶讓銀河漂流船隊母船偏離軌道，進而拯救了大家。就在眾人熱烈慶祝時，一團垃圾組成機器人並攻擊眾人，多啦A夢才發現安古林的真面目是一團不定型物，再用法寶把安古林送到黑洞。
在恢復和平後，里安把大家送回地球，大雄一開始擔心自己進入另一顆幻影星球，在看到自己的零分考卷後，他高興地和多啦A夢歡呼起來。

## 登場人物
※本作在香港存在兩個粵語配音版本。
- 公映版本：2002年2月9日先在香港戲院上映、後來收錄於DVD及VCD，由寰宇國際發行。2023年由新映影片接手發行，以DVD套裝重新推出。
- TVB版本：2004年8月2日在翡翠台首播，及後亦曾在TVB旗下頻道重播。2024年獲高清修復於myTV SUPER上線。

### 宣傳片旁白
- 香港
  - 預告片（公映版本）：林保全（多啦A夢）

### 角色
| 角色     | 角色     | 角色     | 配音員     | 配音員   | 配音員  | 配音員 | 配音員 | 配音員   | 介紹 |
| 香港譯名 | 香港譯名 | 台灣譯名 | 日本       | 香港     | 香港    | 臺灣   | 臺灣   | 臺灣     | 介紹 |
| 公映版本 | TVB版本  | 台灣譯名 | 日本       | 公映版本 | TVB版本 | 國語   | 台語   | 客語     | 介紹 |
| -------- | -------- | -------- | ---------- | -------- | ------- | ------ | ------ | -------- | --- |
|          |          |          | 大山羨代   | 林保全   | 林保全  | 陳美貞 | 李明幸 | 劉韶蕙   | |
| 野比大雄 | 野比大雄 | 野比大雄 | 小原乃梨子 | 盧素娟   | 盧素娟  | 楊凱凱 | 馮嘉德 | 徐敏莉   | |
| 源靜香   | 源靜香   | 源靜香   | 野村道子   | 梁少霞   | 梁少霞  | 許淑嬪 | 詹雅菁 | 王旻瑛   | |
| 骨川小夫 | 骨川小夫 | 骨川小夫 | 肝付兼太   | 黃鳳英   | 黃鳳英  | 劉傑   | 林谷珍 | 黃振尉   | |
| 剛田武   | 剛田武   | 剛田武   | 立壁和也   | 陳卓智   | 陳卓智  | 于正昇 | 陳余寬 | 陳佾玄   | |
| 野比玉子 | 野比玉子 | 野比玉子 | 千千松幸子 | 區瑞華   | 區瑞華  | 許淑嬪 | 傅暐霖 | （待考） | |
| 野比大助 | 野比大助 | 野比大助 | 中庸助     | 潘文柏   | 潘文柏  | 劉傑   | 林谷珍 | （待考） | |
| 老師     | 老師     | 老師     | 田中亮一   | 黃志明   | 陳曙光  | 劉傑   | 丘台名 | （待考） | |
|          |          |          | 白石冬美   | 鄭麗麗   | 劉惠雲  | 林沛笭 | 詹雅菁 | （待考） | 為了找尋理想的星球所結成的「宇宙少年騎士團」飛行員，是騎士團的領導。派往太陽系調查時發現了地球上還有植物。                                                 |
|          |          |          | 莊真由美   | 陳凱婷   | 曾秀清  | 林美秀 | 傅暐霖 | （待考） | 「宇宙少年騎士團」成員之一，負責通訊及關注雷達，像精靈一樣會發光也會飛，不過她亦是「獨立軍」派來當間諜的，但最後亦棄暗投明回到里安身邊，很重視里安的一切。 |
|          |          |          | 野澤雅子   | 劉惠雲   | 蔡惠萍  | 劉如蘋 | 陳余寬 | （待考） | 「宇宙少年騎士團」中的機器人，負責操控與維護太空船。 |
|          |          |          | 玄田哲章   | （待考） | 鄺樹培  | 宋昱璁 | 丘台名 | （待考） | 「宇宙少年騎士團」中力氣相當大的巨人，說話只會說「咕嚕咕嚕」，專門負責粗重的工作。                                                                         |
|          |          |          | 有本欽隆   | （待考） | 譚炳文  | 于正昇 | 陳余寬 | （待考） | 「獨立軍」的司令官，主張以武力侵略其它適合的理想星球。同時他也是里安的父親，思想被安古林控制，所以成立了「獨立軍」。                                       |
|          |          |          | 內海賢二   | 葉振聲   | 李錦綸  | 陳幼文 | 林谷珍 | （待考） | 本部電影反派。利用超能力控制著「獨立軍」的利拔司令。懂得運用不同聲線迷惑別人，亦沒有固定的形態，企圖想要使用武力征服地球。                                 |
|          |          |          | 渡部猛     | 黃志明   | 黃子敬  | 劉傑   | 丘台名 | （待考） | 議長，當「獨立軍」攻擊來之前，曾帶領大家到艦隊的聖域參拜船隊的神「猶古度之樹」。                                                                           |
|          |          |          | 伊藤美紀   | 劉惠雲   | 陳凱婷  | 林美秀 | 李明幸 | （待考） | |

## 概要
多啦A夢長篇作品系列中，這是第三部和宇宙名稱有關的作品，之前有《大雄的宇宙開拓史》、《大雄的宇宙小戰爭》。在這作品公開之前，另外還有《大雄與鐵人兵團》、《大雄與白金迷宮》和《大雄與銀河超特急》三部是和宇宙相關的作品。整體來說，這是第六部大長篇系列的宇宙冒險故事。這部作品的內容以環境為主述，由於環境污染等公害而造成原本居住的星球無法生存，這是在SF電影中常使用的題材。 負責音樂的是和前一作品《大雄的南海大冒險》一樣的大江千里，主題曲為知名演唱團體SPEED所主唱。

## 主要工作人員
- 出品人‧總監製：芝山努
- 脚本：岸間信明
- 原作：藤子·F·不二雄
- 原作作畫：萩原伸一
- 美術設定：沼井信朗
- 美術監督：森元茂
- 攝影監製：梅田俊之
- 編集：岡安肇
- 音楽：堀井勝美
- 主題音樂：大江千里
- 錄音：浦上靖夫
- 製片人：山田俊秀、木村純一、梶淳
- 協力製作：藤子pro、ASATSU-DK
- 製作：新銳動畫、小學館、朝日電視台

### 主題曲
| 歌曲                 | 作詞     | 作曲     | 演唱     |
| -------------------- | -------- | -------- | -------- |
| 《哆啦A夢之歌》（ドラえもんのうた）  | 楠部工   | 菊池俊輔 | 山野智子 |
| 《當季節逝去時》（季節がいく時） | 伊秩弘將 | 伊秩弘將 | SPEED    |